# Michaël Niçoise
 (janvier 2015).
 (janvier 2015).
Si vous disposez d'ouvrages ou d'articles de référence ou si vous connaissez des sites web de qualité traitant du thème abordé ici, merci de compléter l'article en donnant les références utiles à sa vérifiabilité et en les liant à la section « Notes et références ».
Michaël Joseph Niçoise né le 19 septembre 1984 à Bondy, en Seine-Saint-Denis, est un footballeur français, international guadeloupéen. Il est attaquant, et joue souvent en tant qu'ailier.

## Biographie

### Jeunesse
Mickael Dawood Niçoise est originaire de Chelles de la cité Chappe. Il commence le football dès son plus jeune âge dans un club proche de sa ville, à Chelles. À 14 ans, il rejoint le sport étude du CS Meaux, puis le centre de formation du Paris Saint Germain. Il rejoint ensuite le Tours Football Club alors en national.

### Parcours professionnel
Niçoise commence sa carrière professionnelle au Sporting Club d'Amiens, centre de formation qui lui propose son premier contrat stagiaire qui se transformera en contrat pro en 2003.  
Il s'engage en 2005 en Belgique avec le FC Brussels. Après un passage éclair en Turquie au Gençlerbirliği d'Ankara, il est de retour en Belgique au Royal Excelsior Mouscron à l'occasion du mercato hivernal 2006-2007.
En 2008, à la suite d'une rupture de contrat, il quitte le club. Après des essais concluants, il signe un contrat d'un an avec le Neuchâtel Xamax FC en Super League Suisse. 
Après Neuchâtel Xamax, il évolue à l'Ethnikos Achna en D1 chypriote où il reste 6 mois. À la suite de complications financières, il résilie son contrat puis joue à La Réunion en amateur pendant 4 mois à la SS Saint-Louisienne.
Il rejoint ensuite le RFC Tournai pour une saison pleine qui lui vaut un transfert à Al-Masry, un des clubs les plus populaires en Égypte.
À la suite d'une très mauvaise expérience et des soucis financiers avec le club malgré une bonne préparation, Niçoise résilie son contrat avec le club d'Al Masry avant même d'y avoir joué le moindre match officiel. 
Il s'engage ensuite avec le club de PKNS FC, il y porte le numéro 7, et « Dawood » est inscrit sur son maillot au lieu de Niçoise. Sélectionné par Selangor FC pour disputer la prestigieuse Sultan Cup, il remporte son premier trophée majeur en battant 3-1 la sélection de Singapour.
Il signe ensuite avec le PK-35, club de 2e division en Finlande pour 2 mois, y joue 8 match sans inscrire le moindre but en tant que meneur de jeu ; une courte période remarquée puisqu'il sort homme du match sur 4 de ses 8 matchs. Il s'engage ensuite avec l'équipe de l'Olympique de Béja en première division tunisienne.
À la suite de problèmes à l'intérieur du club et du pays, l'expérience tunisienne n'aura duré que 2 mois pour Dawood ; il s'engage en Malaisie dans le club gouvernementale de SPA FC ; il porte comme à son habitude le numéro 7 et est placé attaquant.
Apres son année à SPA FC, Mickael Dawood Niçoise rejoint le FC Mosta à Malte en première division. Il participe au maintien du club en inscrivant 3 buts en 10 rencontres et 6 passes décisives, il se blesse néanmoins gravement lors de la dernière rencontre.

### Sélection
Il est sélectionné en équipe de Guadeloupe à partir de l'année 2008. Son compteur reste bloqué à cinq sélections puisque après sa deuxième non-sélection pour la Gold Cup en 2011, il décide de ne plus porter le maillot des Gwadaboys.

### Vie privée
Il est converti à l'Islam et son prénom musulman est Dawood Elijah. Son nom musulman Dawood est désormais floqué au-dessus de son maillot numéro 7.